# A. J. Foyt
Anthony Joseph Foyt (* 16. Januar 1935 in Houston, Texas) ist ein ehemaliger US-amerikanischer Autorennfahrer.

## Karriere
A. J. Foyt gilt als US-Motorsportlegende, da er viele wichtige und hoch angesehene Rennen gewann. So triumphierte er bei 35 Teilnahmen vier Mal beim Indianapolis 500. 1972 gewann er das Daytona 500, welches zur NASCAR-Serie zählt, in der er insgesamt sieben Laufsiege holte. Auch bei Sportwagenrennen war Foyt erfolgreich. 1967 gewann er das 24-Stunden-Rennen von Le Mans. Es folgten Siege beim 24-Stunden-Rennen von Daytona (1983, 1985) und dem 12-Stunden-Rennen von Sebring 1985, jeweils auf einem Porsche 962.

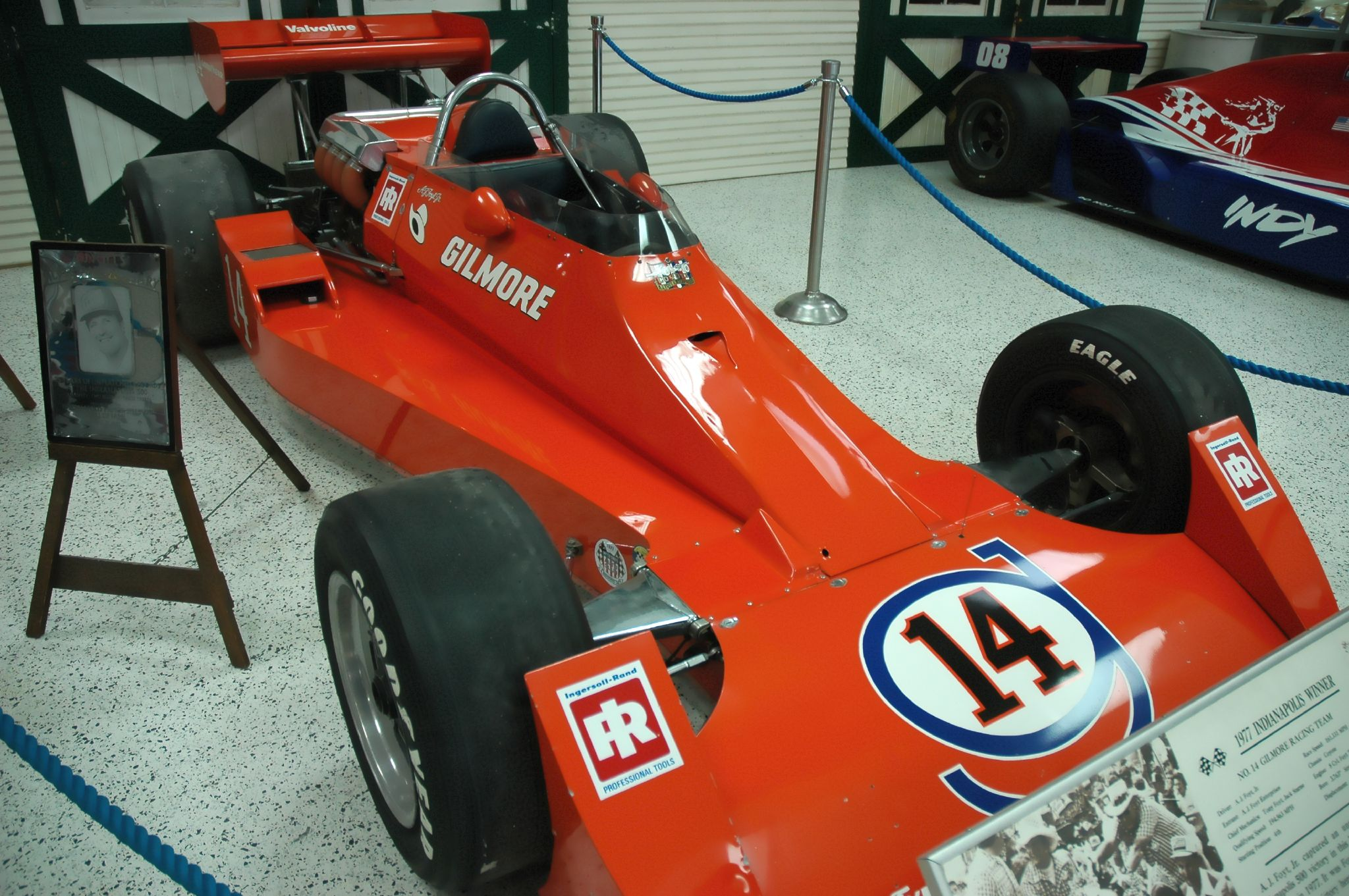
Foyts Siegerwagen beim Indy 500 im Jahr 1977, ein Eigenbau bezeichnet als Coyote-Foyt

Sein Hauptbetätigungsfeld waren jedoch die Indy-Car-Einsitzer. Von 1957 bis 1993 nahm er an 369 Rennen teil, erzielte 53 Trainingsbestzeiten und gewann 67 Rennen. Die Meisterschaft des USAC gewann er 1960, 1961, 1963, 1964, 1967, 1975 sowie 1979. Nach der Abspaltung der Championship Auto Racing Teams (CART) konnte Foyt dort jedoch keine Rennen mehr für sich entscheiden.
Am 17. Januar 1965 verunglückte Foyt beim Motor Trend 500 schwer, als er aufgrund eines Bremsdefekts seinen Wagen von der Strecke lenkte, um eine Kollision mit anderen Fahrzeugen zu verhindern. Der Wagen überschlug sich bei mehr als 100 mph (rund 160 km/h) mehrfach. Der Rennarzt erklärte den bewusstlosen und hypoxischen Foyt zunächst für tot, doch Parnelli Jones gelang es, ihn wiederzubeleben. Foyt erlitt unter anderem eine Wirbelsäulenfraktur und einen Bruch des Brustbeins, rund drei Monate vergingen, bevor er wieder Rennen fahren konnte.
Auf identischen seriennahen Chevrolet Camaro gewann er zweimal das International Race of Champions. Mit einem Oldsmobile Aerotech erzielte er mehrere Weltrekorde, u. a. die höchste Durchschnittsgeschwindigkeit auf einem geschlossenen Rennkurs, 413,788 km/h am 27. August 1987 auf der 12,411 km langen Teststrecke bei Fort Stockton in Texas.

## Persönliches
Sein Enkel A. J. Foyt IV ist ebenfalls Rennfahrer und fuhr u. a. auch in der IndyCar Series (2003–2010).

## Statistik

### Ergebnisse in der Automobil-Weltmeisterschaft

#### Einzelergebnisse
| Saison | 1  | 2   | 3   | 4 | 5 | 6 | 7 | 8 | 9 | 10 | 11 |
| ------ | -- | --- | --- | - | - | - | - | - | - | -- | -- |
| 1958   |    |     |     |   |   |   |   |   |   |    |    |
|        |    |     | 16* |   |   |   |   |   |   |    |    |
| 1959   |    |     |     |   |   |   |   |   |   |    |    |
|        | 10 |     |     |   |   |   |   |   |   |    |    |
| 1960   |    |     |     |   |   |   |   |   |   |    |    |
|        |    | 25* |     |   |   |   |   |   |   |    |    |

| Legende  | Legende            | Legende                                                          |
| Farbe    | Abkürzung          | Bedeutung                                                        |
| -------- | ------------------ | ---------------------------------------------------------------- |
| Gold     | –                  | Sieg                                                             |
| Silber   | –                  | 2. Platz                                                         |
| Bronze   | –                  | 3. Platz                                                         |
| Grün     | –                  | Platzierung in den Punkten                                       |
| Blau     | –                  | Klassifiziert außerhalb der Punkteränge                          |
| Violett  | DNF                | Rennen nicht beendet (did not finish)                            |
| Violett  | NC                 | nicht klassifiziert (not classified)                             |
| Rot      | DNQ                | nicht qualifiziert (did not qualify)                             |
| Rot      | DNPQ               | in Vorqualifikation gescheitert (did not pre-qualify)            |
| Schwarz  | DSQ                | disqualifiziert (disqualified)                                   |
| Weiß     | DNS                | nicht am Start (did not start)                                   |
| Weiß     | WD                 | zurückgezogen (withdrawn)                                        |
| Hellblau | PO                 | nur am Training teilgenommen (practiced only)                    |
| Hellblau | TD                 | Freitags-Testfahrer (test driver)                                |
| ohne     | DNP                | nicht am Training teilgenommen (did not practice)                |
| ohne     | INJ                | verletzt oder krank (injured)                                    |
| ohne     | EX                 | ausgeschlossen (excluded)                                        |
| ohne     | DNA                | nicht erschienen (did not arrive)                                |
| ohne     | C                  | Rennen abgesagt (cancelled)                                      |
| ohne     | keine WM-Teilnahme |                                                                  |
| sonstige | P/fett             | Pole-Position                                                    |
| sonstige | 1/2/3/4/5/6/7/8    | Punktplatzierung im Sprint-/Qualifikationsrennen                 |
| sonstige | SR/kursiv          | Schnellste Rennrunde                                             |
| sonstige | *                  | nicht im Ziel, aufgrund der zurückgelegten Distanz aber gewertet |
| sonstige | ()                 | Streichresultate                                                 |
| sonstige | unterstrichen      | Führender in der Gesamtwertung                                   |

### Le-Mans-Ergebnisse
| Jahr | Team                 | Fahrzeug        | Teamkollege | Platzierung | Ausfallgrund |
| ---- | -------------------- | --------------- | ----------- | ----------- | ------------ |
| 1967 | Shelby American Inc. | Ford GT40 Mk.IV | Dan Gurney  | Gesamtsieg  |              |

### Sebring-Ergebnisse
| Jahr | Team                    | Fahrzeug                       | Teamkollege    | Teamkollege    | Platzierung | Ausfallgrund    |
| ---- | ----------------------- | ------------------------------ | -------------- | -------------- | ----------- | --------------- |
| 1963 | Nickey Chevrolet Co.    | Chevrolet Corvette Sting Ray   | Jim Hurtubise  |                | Ausfall     | Motorschaden    |
| 1964 | Mecom Racing Team       | Chevrolet Corvette Grand Sport | John Cannon    |                | Rang 22     |                 |
| 1966 | Holman & Moody          | Ford GT40 MK.II                | Ronnie Bucknum |                | Rang 12     |                 |
| 1967 | Ford Motor Company      | Ford GT40 Mk.IIB               | Lloyd Ruby     |                | Rang 2      |                 |
| 1984 | Henn’s Swap Shop Racing | Porsche 935L                   | Bob Wollek     | Derek Bell     | Rang 3      |                 |
| 1985 | Preston Henn            | Porsche 962                    | Bob Wollek     |                | Gesamtsieg  |                 |
| 1986 | Henn’s Swap Shop Racing | Porsche 962                    | Drake Olson    |                | Ausfall     | Getriebeschaden |
| 1987 | A. J. Foyt Enterprises  | Porsche 962                    | Hurley Haywood | Danny Sullivan | Ausfall     | Unfall          |
| 1988 | A. J. Foyt Enterprises  | Porsche 962                    | Hurley Haywood |                | Rang 4      |                 |

### Einzelergebnisse in der Sportwagen-Weltmeisterschaft
| Saison | Team                              | Rennwagen                                      | 1   | 2   | 3   | 4   | 5   | 6   | 7   | 8   | 9   | 10  | 11  | 12  | 13  | 14  | 15  | 16  | 17  | 18  | 19  | 20  | 21  | 22  |
| ------ | --------------------------------- | ---------------------------------------------- | --- | --- | --- | --- | --- | --- | --- | --- | --- | --- | --- | --- | --- | --- | --- | --- | --- | --- | --- | --- | --- | --- |
| 1962   | Frank Nichels                     | Pontiac Tempest                                | DAY | SEB | SEB | MAI | TAR | BER | NÜR | LEM | TAV | CCA | RTT | NÜR | BRI | BRI | PAR |     |     |     |     |     |     |     |
| 1962   | Frank Nichels                     | Pontiac Tempest                                | DNF |     |     |     |     |     |     |     |     |     |     |     |     |     |     |     |     |     |     |     |     |     |
| 1963   | Nickey Chevrolet Co.              | Chevrolet Corvette Sting Ray                   | DAY | SEB | SEB | TAR | SPA | MAI | NÜR | CON | ROS | LEM | MON | WIS | TAV | FRE | CCE | RTT | OVI | NÜR | MON | MON | TDF | BRI |
| 1963   | Nickey Chevrolet Co.              | Chevrolet Corvette Sting Ray                   | DNF |     |     |     |     |     |     |     |     |     |     |     |     |     |     |     |     |     |     |     |     |     |
| 1964   | Don Fong Mecom Racing Team        | Ferrari 250 GTO Chevrolet Corvette Grand Sport | DAY | SEB | TAR | MON | SPA | CON | NÜR | ROS | LEM | REI | FRE | CCE | RTT | SIM | NÜR | MON | TDF | BRI | BRI | PAR |     |     |
| 1964   | Don Fong Mecom Racing Team        | Ferrari 250 GTO Chevrolet Corvette Grand Sport | DNF | 22  |     |     |     |     |     |     |     |     |     |     |     |     |     |     |     |     |     |     |     |     |
| 1966   | Holman & Moody                    | Ford GT40                                      | DAY | SEB | MON | TAR | SPA | NÜR | LEM | MUG | CCE | HOK | SIM | NÜR | ZEL |     |     |     |     |     |     |     |     |     |
| 1966   | Holman & Moody                    | Ford GT40                                      | 12  |     |     |     |     |     |     |     |     |     |     |     |     |     |     |     |     |     |     |     |     |     |
| 1967   | Carroll Shelby International Ford | Ford GT40                                      | DAY | SEB | MON | SPA | TAR | NÜR | LEM | HOK | MUG | BRH | CCE | ZEL | OVI | NÜR |     |     |     |     |     |     |     |     |
| 1967   | Carroll Shelby International Ford | Ford GT40                                      | DNF | 2   |     |     |     |     | 1   |     |     |     |     |     |     |     |     |     |     |     |     |     |     |     |